# Oxymerus virgatus
Oxymerus virgatus là một loài bọ cánh cứng trong họ Cerambycidae.